# Властное
Вла́стное (до 1948 года Когоне́ш; укр. Владне, крымскотат. Kögeneş, Когенеш) — село в Сакском районе Крыма, входит в состав Весёловского сельского поселения (согласно административно-территориальному делению Украины — Весёловского сельского совета Автономной Республики Крым).

## Население
| 2001 | 2014 |
| ---- | ---- |
| 58   | ↘3   |

Всеукраинская перепись 2001 года показала следующее распределение по носителям языка
| Язык             | Процент |
| ---------------- | ------- |
| русский          | 29,31   |
| крымскотатарский | 27,59   |
| молдавский       | 25,86   |
| украинский       | 15,52   |
| болгарский       | 1,71    |

### Динамика численности
| - 1900 год — 14 чел. - 1915 год — 10 чел. - 1926 год — 64 чел. - 1939 год — 87 чел. | - 1989 год — 42 чел. - 2001 год — 58 чел. - 2009 год — 53 чел. - 2014 год — 3 чел. |

## Современное состояние
На 2016 год во Властном 1 улица — Днепровская; на 2009 год, по данным сельсовета, село занимало площадь 8 гектаров, на которой в 20 дворах числилось 53 жителя.

## География
Властное — маленькое село в северо-западной части района, в степном Крыму, высота центра села над уровнем моря — 61 м. Соседние сёла: в 1 км на север — Наташино, в 3 км на юг — Шаумян и Веселовка — в 1,5 км к западу. Расстояние до райцентра — около 52 километров (по шоссе), расстояние до железнодорожной станции Евпатория — около 29 километров (по шоссе). Транспортное сообщение осуществляется по региональной автодороге 35Н-476 от шоссе 35К-013 Черноморское — Евпатория — примерно 3 км (по украинской классификации — автодорога С-0-11228).

## История
Первое документальное упоминание сёл встречается в Камеральном Описании Крыма… 1784 года, судя по которому, в последний период Крымского ханства Кюкнюш. Входил в Байнакский кадылык Козловскаго каймаканства. Видимо, во время присоединения Крыма к России население деревни выехало в Турцию, поскольку в ревизских документах конца XVIII — первой половины XIX веков не встречается. После создания 8 (20) октября 1802 года Таврической губернии, Когонеш территориально находился в составе Кудайгульской волости Евпаторийского уезда.
Военные топографы, в свою очередь, отмечали брошенное поселение на картах: в 1817 году деревня Когенеш обозначена пустующей. Затем на месте опустевшей деревни возник хутор, который, как Когонеш, уже обозначен на карте 1836 года в деревне 19 дворов, как и на карте 1842 года и на трёхверстовой карте 1865—1876 года (уже в составе Чотайской волости).
Земская реформа 1890-х годов в Евпаторийском уезде прошла после 1892 года, в результате Когонеш приписали к Донузлавской волости.
По «…Памятной книжке Таврической губернии на 1900 год» в усадьбе числилось 14 жителей в 1 дворе. По Статистическому справочнику Таврической губернии. Ч.II-я. Статистический очерк, выпуск пятый Евпаторийский уезд, 1915 год, в экономии Когонеш (А. И. Сербинова) Донузлавской волости Евпаторийского уезда числилось 2 двора с русскими жителями в количестве 10 человек приписного населения и 50 — «постороннего».
После установления в Крыму Советской власти, по постановлению Крымревкома от 8 января 1921 года № 206 «Об изменении административных границ» была упразднена волостная система и село вошло в состав Евпаторийского района Евпаторийского уезда, а в 1922 году уезды получили название округов. 11 октября 1923 года, согласно постановлению ВЦИК, в административное деление Крымской АССР были внесены изменения, в результате которых округа были отменены и произошло укрупнение районов — территорию округа включили в Евпаторийский район. Согласно Списку населённых пунктов Крымской АССР по Всесоюзной переписи 17 декабря 1926 года, в селе Когенеш, Отешского сельсовета Евпаторийского района, числилось 14 дворов, из них 13 крестьянских, население составляло 64 человека, все русские. По данным всесоюзная перепись населения 1939 года в селе проживало 87 человек.
После освобождения Крыма от фашистов, 12 августа 1944 года было принято постановление № ГОКО-6372с «О переселении колхозников в районы Крыма» и в сентябре 1944 года в район приехали первые новосёлы (150 семей) из Киевской и Каменец-Подольской областей, а в начале 1950-х годов последовала вторая волна переселенцев из различных областей Украины. С 25 июня 1946 года Когенеш в составе Крымской области РСФСР. Указом Президиума Верховного Совета РСФСР от 18 мая 1948 года Когонеш переименовали в Властное. 26 апреля 1954 года Крымская область была передана из состава РСФСР в состав УССР. Время включения в Наташинский сельсовет пока не установлено: на 15 июня 1960 года село уже числилось в его составе. 1 января 1965 года, указом Президиума ВС УССР «О внесении изменений в административное районирование УССР — по Крымской области», Евпаторийский район был упразднён и село включили в состав Сакского (по другим данным — 11 февраля 1963 года). К 1 января 1968 года Властное в Добрушинском сельсовете, с 5 сентября 1985 года — в Весёловском. По данным переписи 1989 года в селе проживало 42 человека. С 12 февраля 1991 года село в восстановленной Крымской АССР, 26 февраля 1992 года переименованной в Автономную Республику Крым. С 21 марта 2014 года в составе Крыма аннексировано Россией.